# ريتا غولدن جيلمان
ريتا غولدن جيلمان (بالإنجليزية: Rita Golden Gelman)‏ هي كاتبة للأطفال وكاتِبة أمريكية، ولدت في 2 يوليو 1937.